# The Blue Mask
The Blue Mask — одиннадцатый студийный альбом американского рок-музыканта Лу Рида, изданный в 1982 году.

## Об альбоме
После выхода альбома Growing Up in Public Рид покинул Arista Records и вернулся на свой старый лейбл RCA Records, приступив к записи The Blue Mask в 1981 году. Как отмечает альбомный рецензент Марк Деминг, The Blue Mask стал первым альбомом Рида после преодоления алкогольно-наркотической зависимости, что невозможно не заметить — альбом создан с подлинной преданностью к музыкальному ремеслу. Звучание The Blue Mask схоже с коллективом Лу The Velvet Underground, музыкальный критик Том Карсон отметил в нём глубокую романтическую поэзию и чередование жёстких искажённых рок-песен со спокойными мелодичными балладами. В немалой степени эта заслуга принадлежит давним коллегам музыканта: гитаристу Роберту Куайну, басисту Фернандо Сандерсу и ударнику Доану Перри. The Blue Mask был поддержан гастрольным туром, по итогам которого вышел видеоальбом A Night with Lou Reed. Синяя обложка альбома была разработана женой Лу — Сильвией Рид, на основе фотографии Мика Рока к альбому Transformer. The Blue Mask не стал коммерческим хитом, однако сыграл немаловажную роль в становлении легендарного статуса Лу Рида.

## Список композиций
Первая сторона
| №  | Название                | Длительность |
| -- | ----------------------- | ------------ |
| 1. | «My House»              | 5:25         |
| 2. | «Women»                 | 4:57         |
| 3. | «Underneath the Bottle» | 2:33         |
| 4. | «The Gun»               | 3:41         |
| 5. | «The Blue Mask»         | 5:06         |

Вторая сторона
| №  | Название                    | Длительность |
| -- | --------------------------- | ------------ |
| 1. | «Average Guy»               | 3:12         |
| 2. | «The Heroine»               | 3:06         |
| 3. | «Waves of Fear»             | 4:11         |
| 4. | «The Day John Kennedy Died» | 4:08         |
| 5. | «Heavenly Arms»             | 4:47         |

## Участники записи
- Лу Рид — вокал, гитара
- Роберт Куайн — гитара
- Фернандо Сондерс[англ.] — бас-гитара, бэк-вокал
- Доан Перри[англ.] — ударные